# Abisso Berlin
L’abisso Berlin è un abisso marino situato nella parte occidentale dell'Oceano Indiano. Con i suoi 6.840 m di profondità è il punto più profondo del bacino nordaustraliano.
L'abisso Berlin si trova nella parte centrale del bacino oceanico, circa 600 km a sud dell'isola indonesiana di Giava e a quasi 1.000 km dalla penisola di Dampier, nella costa nordoccidentale dell'Australia.
Le sue coordinate sono 14°S e 114°W.